# Aleksandr Fadéiev
Aleksandr Fadéiev (rus: Алекса́ндр Фаде́ев)  (Kimri, 11 de desembre de 1901 (Julià) - Peredelkino, 13 de maig de 1956), nom complet amb patronímic Aleksandr Aleksàndrovitx Fadéiev, rus: Алекса́ндр Алекса́ндрович Фаде́ев, fou un escriptor rus i soviètic, un dels cofundadors de la Unió d'Escriptors Soviètics i el seu president des de 1946 fins a 1954. Guanyador del Premi Stalin de primer grau (1946), fou també membre del PCUS des de 1918; i des de 1939 fou, a més, membre del Comitè Central del PCUS.

## Biografia

### Primers anys

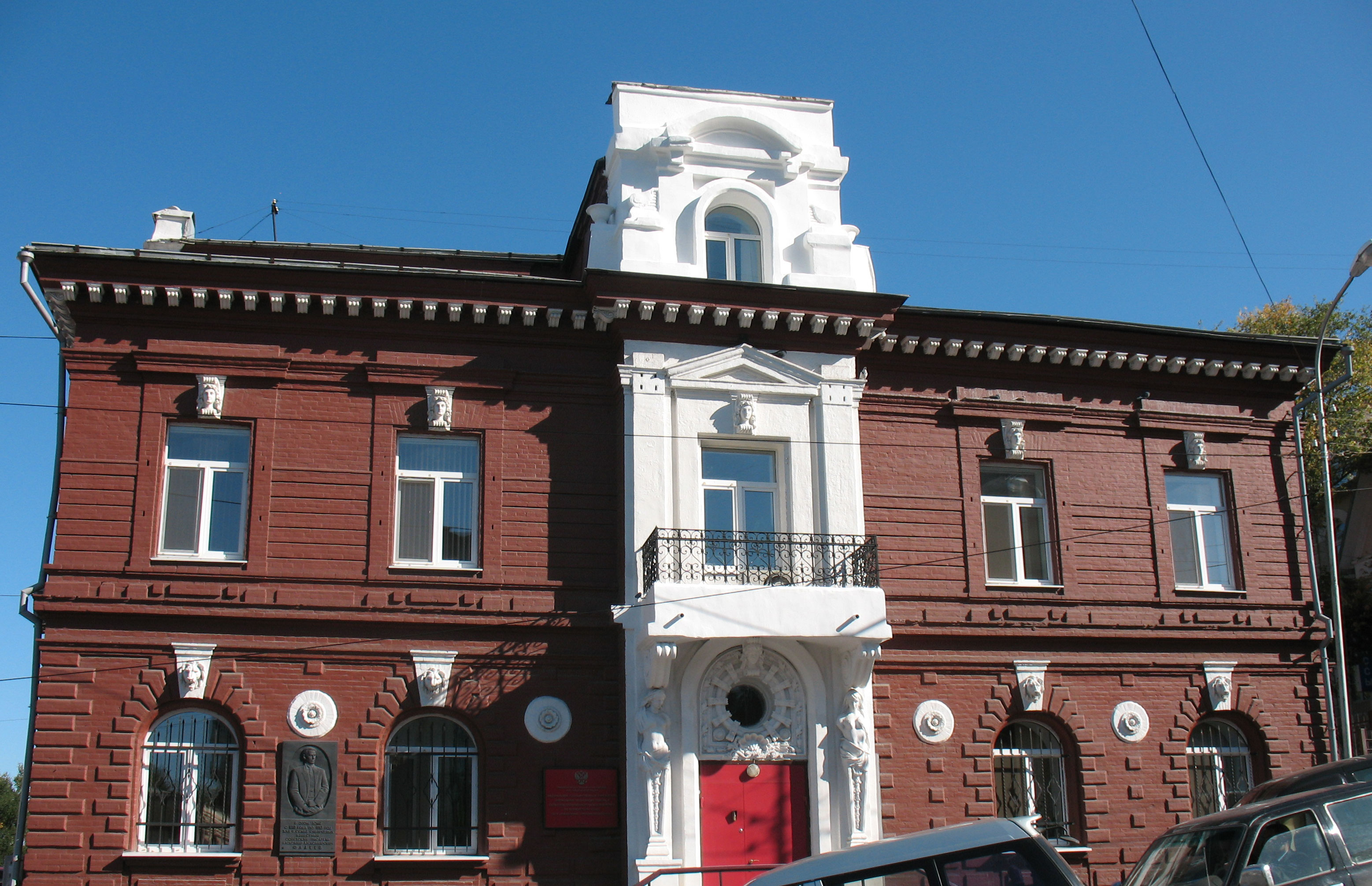
La casa en què va viure Fadéiev a Vladivostok

Aleksandr Fadéiev va néixer al poble de Kimri (ara óblast de Tver). Des de ben petit va demostrar ser un nen molt dotat per als estudis Amb quatre anys va començar a llegir llibres, i sorprenia els adults amb una irrefrenable imaginació, escrivint les més extraordinàries històries i contes de fades. Els seus escriptors favorits de la infància eren Jack London, Thomas Mayne Reid i James Fenimore Cooper.
El 1908 la família es va traslladar a la regió Sud-Ussuri (ara Krai de Primórie), on Fadéiev va passar la seva infància i joventut. Entre 1912 i 1918 va estudiar a l'Escola Comercial Vladivostok, però no va acabar la formació per la seva decisió de dedicar-se a l'activitat revolucionària.

### Activitat revolucionària
A més d'aprendre a l'Escola Comercial Vladivostok, participava en el clandestí comitè bolxevic. El 1918 es va unir al PC (b), i va adoptar l'àlies de partit Buliga, rus: Булыга. Es va convertir en agitador de partit. El 1919 es va incorporar al destacament especial comunista de partisans rojos.
En 1919-1921 va participar en operacions a l'Extrem Orient Rus, va prendre part en el moviment de guerrilles contra els intervencionistes japonesos i l'Exèrcit Blanc durant la Guerra Civil Russa, i va ser ferit. En 1921-1922 va estudiar a l'Acadèmia de Mines de Moscou. En 1921 fou delegat al desè Congrés del PC (b). Va participar en la repressió de la revolta de Kronstadt, i fou ferit per segon cop. Després del tractament i la desmobilització Fadéiev es va quedar a Moscou.

## Creativitat
La seva primera obra important —la novel·la La inundació, rus: Разлив Razliv— la va escriure entre 1922 i 1923. En els anys 1925-1926, mentre treballava en la seva novel·la La ruta, rus: Разгром Razgrom, en la qual descrivia guerrillers juvenils, va prendre la decisió d'esdevenir un escriptor professional, però després de l'obra ja no va poder concentrar-se només en la literatura, i es va convertir en una figura prominent, tant en l'àmbit públic com literari. També fou un dels líders de l'Associació Russa d'Escriptors Proletaris.
En 1930 va publicar la primera part de la novel·la  L'últim dels udegue, en la qual va continuar treballant la resta de la seva vida (una edició que conté el segon volum, i que va poder completar, va ser publicada en 1940.) En ella, Fadéiev pretén mostrar «que un poble molt primitiu pot experimentar un salt des del comunisme tribal a la complexa organització col·lectiva del segle xx, passant per alt les etapes històriques que hi intervenen: la família, la propietat privada, l'esclavitud, el feudalisme, el capitalisme i el socialisme. […] per desigual que sigui. L'últim dels udegues conté algunes de les millors pàgines de Fadéiev, i el fet que ell gastés les seves energies en l'administració literària, més que en la realització d'aquesta novel·la és una tragèdia menor.»

### La novel·laLa Jove Guàrdia.Realitat i ficció
El 1945, va escriure la novel·la La Jove Guàrdia (basada en fets reals de la Segona Guerra Mundial) sobre l'organització clandestina del Komsomol, anomenada Jove Guàrdia, que va lluitar contra els nazis a la ciutat ocupada de Krasnodon (a l'RSS d'Ucraïna). Molts dels seus membres van ser assassinats pels nazis. Per aquesta novel·la, Fadéiev va ser guardonat amb el Premi Stalin (1946).
El primer llibre es va publicar en 1946. Fadéiev va ser fortament criticat pel fet que la novel·la no remarcava prou el paper de "lideratge i guia" del Partit Comunista, i va rebre dures crítiques al diari "Pravda", òrgan del Comitè Central del PCUS (b), de fet el propi Stalin.,

Fadéiev va explicar: 
No he escrit la veritable història de la Jove Guàrdia, sinó una novel·la que no només permet, sinó que fins i tot requereix la ficció.
No obstant això, l'escriptor va tenir en compte aquests desitjos, i en 1951 el món va poder contemplar la segona edició de la novel·la "La Jove Guàrdia". En ella, Fadéiev va tornar a treballar de debò en el llibre, i va prestar més atenció a la història de la direcció clandestina de l'organització per part del Partit Comunista. La novel·la passà a formar part del pla d'estudis de l'URSS i era molt familiar per a qualsevol escolar dels anys 1950-1980.
Fadéiev amargament va fer broma en aquell moment, quan li va dir als seus amics: "reelaboro" La Jove Guàrdia "a l'antiga ...". En 1948 es va rodar una pel·lícula soviètica titulada també La Jove Guàrdia, basada en la primera edició del llibre. Quan es va refer aquest, la pel·lícula també fou revisada i refeta.

## Activitats socials i polítiques

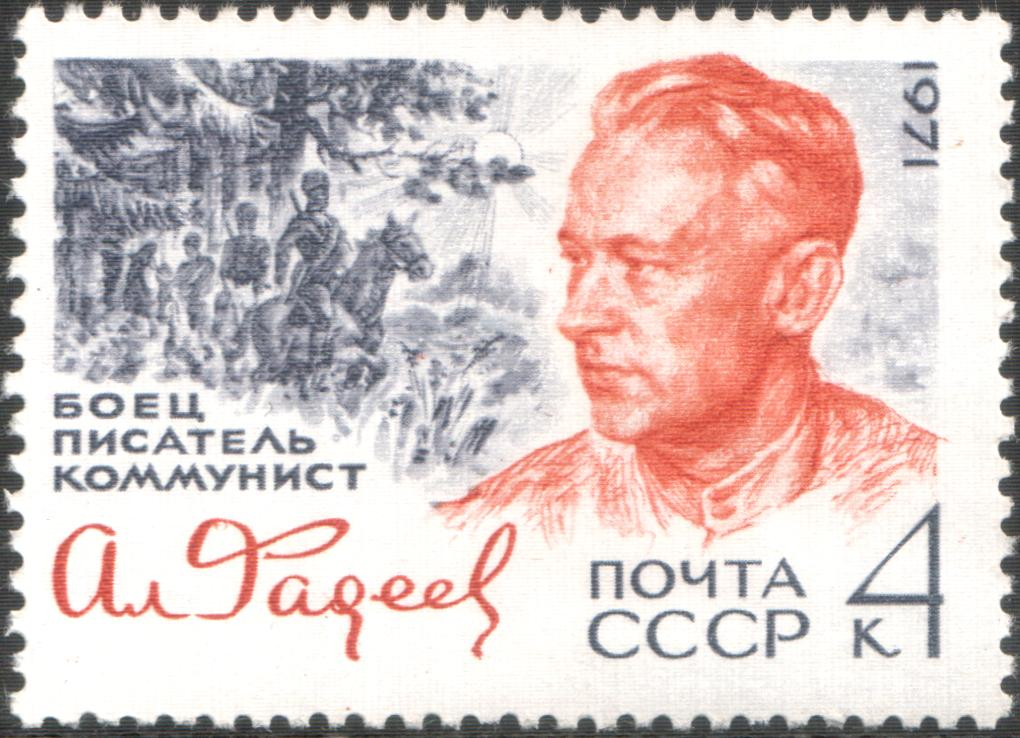
Segell de l'URSS, 1971

Durant molts anys Fadéiev va dirigir organitzacions d'escriptors a diferents nivells. En 1926-1932 fou un dels organitzadors i ideòlegs de l'Associació Russa d'Escriptors Proletaris (AREP).
Unió d'Escriptors Soviètics:
- 1932 - Membre de la comissió organitzadora de la Unió d'Escriptors després de la liquidació de l'AREP;
- 1934-1939 - Vicepresident del Comitè Organitzador;
- 1939-1944 - Secretari;
- 1946-1954 - Secretari general i president del Consell;
- 1954-1956 - Secretari del Consell.

Vicepresident del Consell Mundial de la Pau (des de 1950). Membre del Comitè Central del PCUS (1939-1956); al XX Congrés del PCUS (1956) elegit membre candidat del Comitè Central del PCUS. Diputat al Soviet Suprem de l'URSS (1946), així com al Soviet Suprem de Rússia. En l'àmbit militar fou coronel (1942) i comissari de brigada (1941).
En els anys 1942-1944 va treballar com a redactor en cap de Literaturnaia gazeta, va ser l'organitzador de la revista Oktiabr i va ser membre del seu consell editorial.
Durant la Gran Guerra Patriòtica Fadéiev va ser corresponsal militar per als diaris Pravda i Sovinformburó. El gener de 1942 l'escriptor va visitar el Front de Kalinin, en una àrea perillosa, i va recollir material per a una història. El 14 de gener de 1942, Fadéiev va publicar al diari Pravda l'article «Monstres de demolició i constructors del poble», on descriu les seves impressions de la guerra.
Fadéiev era un ferm defensor de Stalin, del qual proclamà que era «el major humanista que el món mai ha conegut». Durant la dècada de 1940, va promoure activament la jdanovsxina, una campanya de crítica i persecució contra molts dels escriptors i compositors més importants de la Unió Soviètica. No obstant això, fou amic de Mikhaïl Xólokhov. Fadéiev es va casar amb una famosa actriu de teatre, Anguelina Stepànova (1905-2000).
En els últims anys de la seva vida Fadéiev patia d'insomni, depressió, i era addicte a l'alcohol. Algunes fonts afirmen que la causa d'això fou principalment la denúncia de l'estalinisme durant el desglaç de Khrusxov. En 1956 de la tribuna del XX Congrés del PCUS, l'activitat del líder de l'activitat dels escriptors soviètics va ser sotmesa a dures crítiques per part de Mikhaïl Xólokhov. Fadéiev no va ser triat membre del Comitè Central del PCUS.Fadéiev fou esmentat directament com un dels responsables de la repressió entre els escriptors soviètics.
Ilià Ehrenburg va escriure sobre ell:
Fadéiev era un valent, però també soldat disciplinat, mai no es va oblidar de les prerrogatives del comandant en cap
Finalment, es va suïcidar disparant-se un tret al cor a la seva datxa a Peredélkino, i va deixar una carta on es pot veure la seva actitud negativa envers els nous dirigents del Partit. La seva mort va ocasionar un epigrama de Borís Pasternak, el seu veí.
Aleksandr Fadéiev està enterrat al cementiri de Novodévitxi a Moscou.